# Badeborner Weg 16 (Quedlinburg)

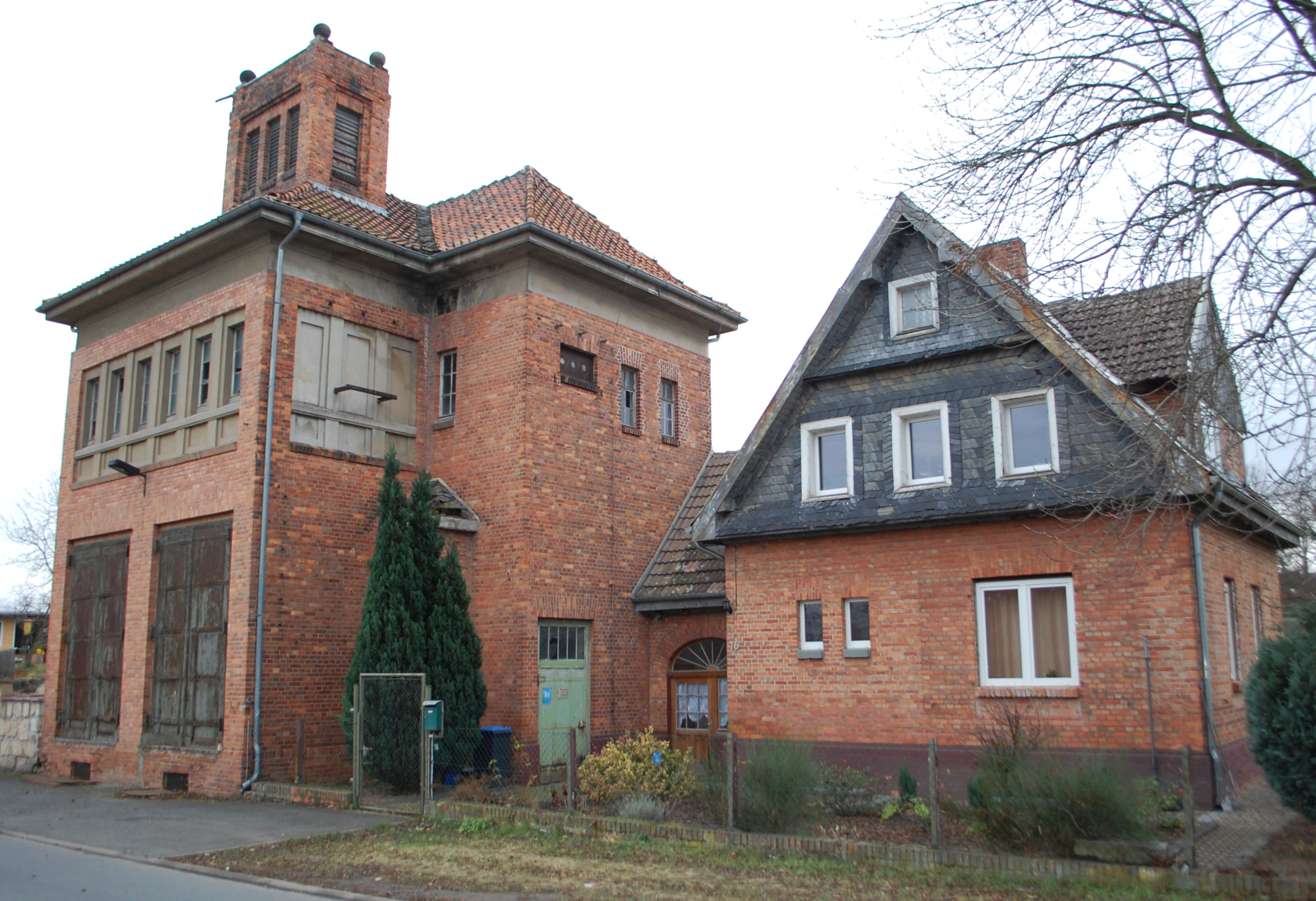
Ehemaliges Umspannwerk

Das Gebäude Badeborner Weg 16 ist ein denkmalgeschütztes ehemaliges Umspannwerk in Quedlinburg in Sachsen-Anhalt.

## Lage
Das Umspannwerk befindet sich am Stadtrand südöstlich der Quedlinburger Innenstadt. Es ist im Quedlinburger Denkmalverzeichnis eingetragen.

## Architektur und Geschichte
Die Transformatorenstation entstand 1941 in Backsteinbauweise als 50-kV-Anlage nach einem Entwurf des Hallenser Büros Albrecht & Troitzsch. Auf dem Transformatorenhaus befindet sich ein kleiner, mit Kugeln abgeschlossener Turmaufsatz. 1942 erfolgte eine Erweiterung. Es entstand ein Wohnhaus, dessen Fassaden ebenfalls in Backstein ausgeführt sind. Mittels eines Zwischenbaus, der das als Korbbogen ausgeführte Eingangstor umfasst, ist das Wohnhaus an das Trafogebäude angeschlossen.
Das Trafogebäude wird heute nicht mehr als Umspannwerk genutzt. Etwas weiter nordwestlich entstand ein neues Umspannwerk.